# Greta Lindvall
Greta Johanna Lindvall, född 24 juli 1915 i Kemi i Finland, död 20 april 1992 i Nora församling i Kramfors kommun, var en finländsk-svensk småskollärare, textilkonstnär och målare.
Hon var dotter till Edit Elina Nyman (född Mulari) och från 1942 gift med skogsinspektorn Bengt Gustav Adrian Lindvall. Hon studerade konst för Eigil Schwab 1946–1947 och bedrev därefter självstudier. Separat ställde hon ut i Umeå, Kalix och Luleå och hon medverkade i samlingsutställningar med Kalixbygdens konstnärernas förening. Hennes konst består av blomstudier, figurer, barnstudier och landskap i olja, pastell, akvarell, gouache och tempera. 